# شیمی کشاورزی

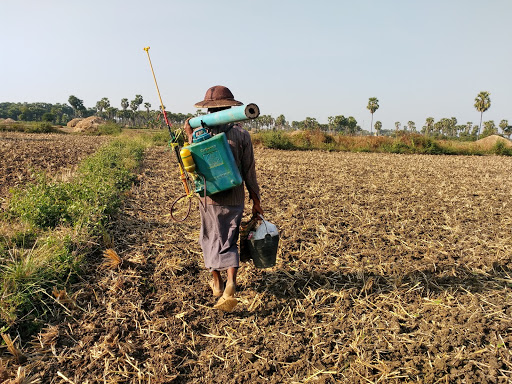
نمونه‌ای از کاربرد علم شیمی در کشاورزی؛ یک کشاورز در میانمار با استفاده از یک سیستم پمپ کود معمولی

شیمی کشاورزی به علمی گفته می‌شود که مطالعه از هر دو نوع شیمی و بیوشیمی است که در تولید محصولات کشاورزی مهم هستند. شیمی کشاورزی پردازش محصولات خام به غذاها و نوشیدنی ها و نظارت بر روابط محیط زیست و اصلاح آن است. این مطالعات تاکید بر روابط بین گیاهان ، حیوانات و باکتری ها و محیط زیست است.
شیمی کشاورزی اغلب در حفظ یا افزایش باروروی خاک با هدف حفظ و بهبود فعالیت کشاورزی و بهبود محصولات کشاورزی است.
شیمی کشاورزی، پیوند نزدیک با پتروشیمی و صنایع داروسازی دارد.در درازمدت و آینده‌ای دور، صنعت نوپایی به نام فیتوشیمی، جایگزین این دو صنعت خواهد شد.